# Pilcomayo
Pilcomayo (španělsky Río Pilcomayo) je řeka v Jižní Americe v Bolívii, v Argentině (Formosa, Salta) a v Paraguayi, která na dolním toku tvoří státní hranici mezi posledními dvěma jmenovanými. Je to pravý přítok řeky Paraguay. Je 1 200 km dlouhá. Povodí má rozlohu 160 000 km².

## Průběh toku
Pramení v centrálních Andách v Bolívii. Protéká napříč Východní Kordillerou a vtéká do roviny Gran Chaco. Právě tady tvoří státní hranici mezi Argentinou a Paraguayí.

## Vodní režim
Nejvyšší vodní stavy a rozlévání do okolí nastávají v létě od ledna do dubna, zatímco v zimě jsou stavy nejnižší. Průměrný roční průtok na středním toku činí 167 m³/s.

## Využití
Na horním toku se využívá k zisku vodní energie. V ústí leží hlavní město Paraguaye Asunción.